# 罗马式美术
仿罗马式美术，亦作罗曼艺术，是指在11世纪至12世纪在欧洲流行的一种艺术风格，仿罗马式名字是19世纪人们对这种风格的称呼，意为“与罗马建筑相似”。是第一个可以真正被称为欧洲中世纪美术的美术风格。仿罗马式美术源於西欧，随着西欧经济的进一步发展，人口不断增加，教会势力上升，这些原因的共同作用下，开始产生了这种艺术风格。与东方文化的交流不断加强，在贵族和教会的资助下，仿罗马式美术进一步发展。而在10世纪兴起的“朝圣热”也对仿罗马式美术起到了推波助澜的作用。在西欧教会的扩张丶十字军的东征活动中仿罗马式美术开始而向东向北传播。

## 仿罗马式建筑
仿罗马式建筑多见于修道院和教堂，亦在教堂的兴建中得到了繁荣，仿罗马式教堂来源于巴西利卡教堂，开窗较小，内部昏暗的氛围为大大增加了宗教的神秘感。仿罗马式建筑的特征有:仿罗马式建筑最独特的特征是它的拱顶工程。主要是肋骨式筒形拱顶，也有尖肋拱顶。这是一种具有良好声学特性的建筑式样，有利于教堂圣咏的效果。为了应对拱顶带来的压力，仿罗马式建筑的墙体巨大而厚实，因此显得沉重封闭，同时采用扶壁以增加对墙体的支撑力。西面入口处有两座塔形钟楼，尖顶或平顶。有时拉丁十字交点和横厅上也有钟楼。
装饰上不重视外表装饰，墙面不经打磨，砖缝很小，庄严而朴素，给人一种厚重的感觉。设计者往往在墙面用连列小券，门宙洞口用同心多层小圆券，以减少沉重感。建筑旁多有连拱廊。门楣的半圆形空间覆盖着浮雕，并有多层拱顶曲面。门中央以间柱支撑。柱式上，仿罗马式建筑在科林斯柱式的基础上更加发展了浮雕柱饰。

### 西欧
在西欧，众多的教会机构给予仿罗马式美术的发展提供了良好的土壤，勃艮第地区11~12世纪的克鲁尼修院运动在其中也提供了极大的影响，其中克吕尼修道院曾一度是西欧最大的教堂。仿罗马式建筑的若干个最重要的杰作也是在法国完成的。代表作有法国的圣塞宁教堂丶克吕尼修道院丶圣塞文-梭尔-加尔坦佩教堂和佩里格主教座堂，以及英国的达勒姆座堂。

### 中欧
德国的仿罗马式建筑形成了多个地方学派，其中最重要的是莱茵学派，在莱茵学派的设计中，教堂的袖廊显得并不突出，使得整个建筑的平面像一个长方形。代表性建筑有德国的施派尔主教座堂和沃尔姆斯大教堂。

### 南欧
与欧洲其他地区相比，南欧的仿罗马式建筑受到了来自东方文化的影响，在拜占庭文化与伊斯兰两大文化作用下，该地的仿罗马式建筑有别欧洲其他地区的仿罗马式建筑，无论是整体风格还是局部装饰，都受到这两种文化的影响。南欧的仿罗马式建筑又在一定程度上融合了古希腊古罗马的古典艺术风格。在意大利中部地区，繁荣的城市经济所带来的资金上的充裕，在托斯卡纳地区形成一种独特的风格。
代表作包括位於西班牙的圣地亚哥-德孔波斯特拉主教座堂和圣维森特教堂，以及意大利的比萨主教座堂与米兰的圣安波罗修教堂。

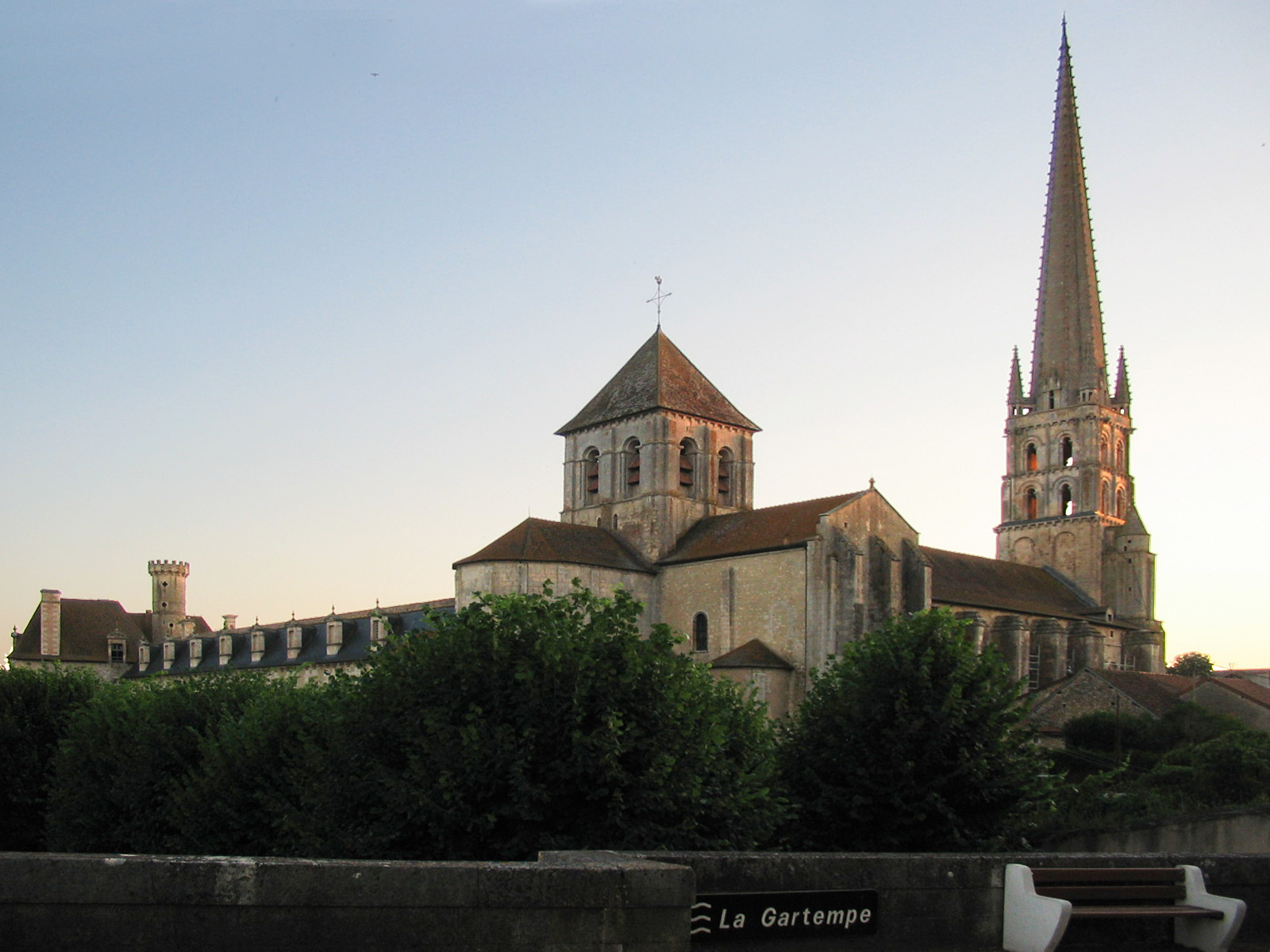
圣塞文-梭尔-加尔坦佩教堂
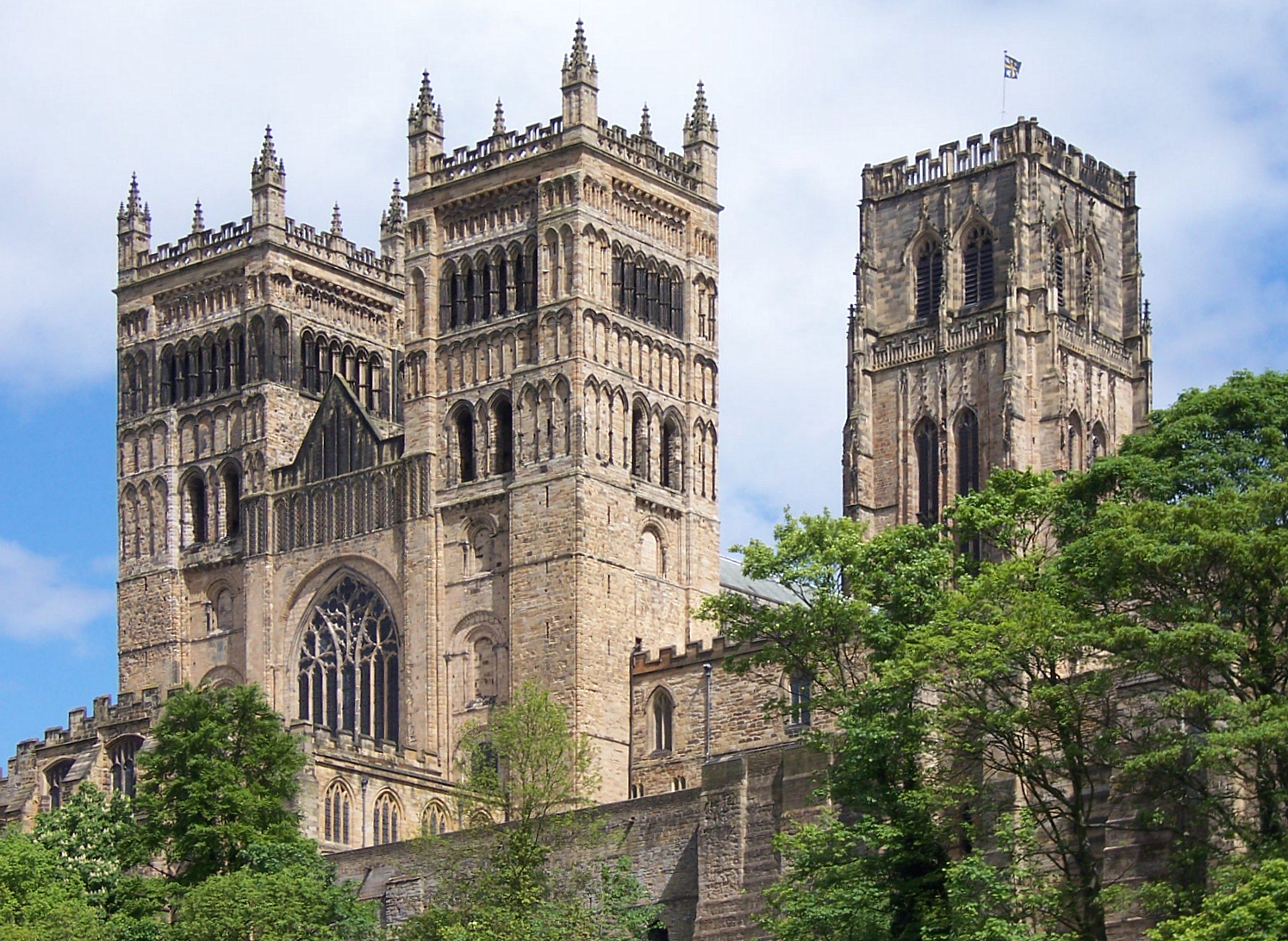
达勒姆座堂
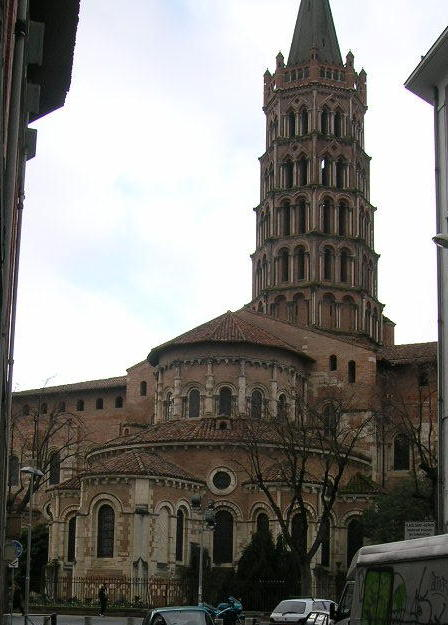
圣塞宁教堂
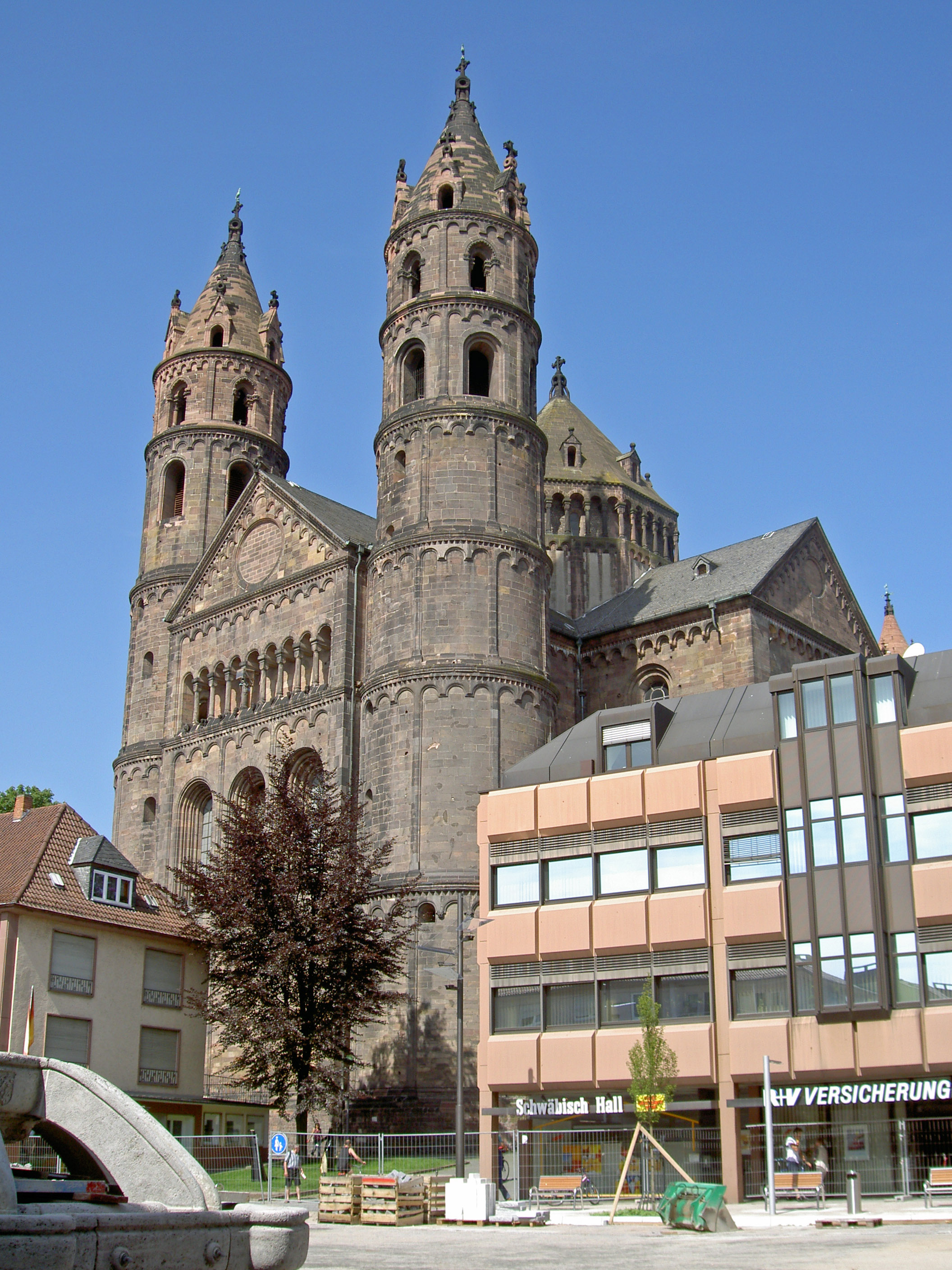
沃尔姆斯大教堂
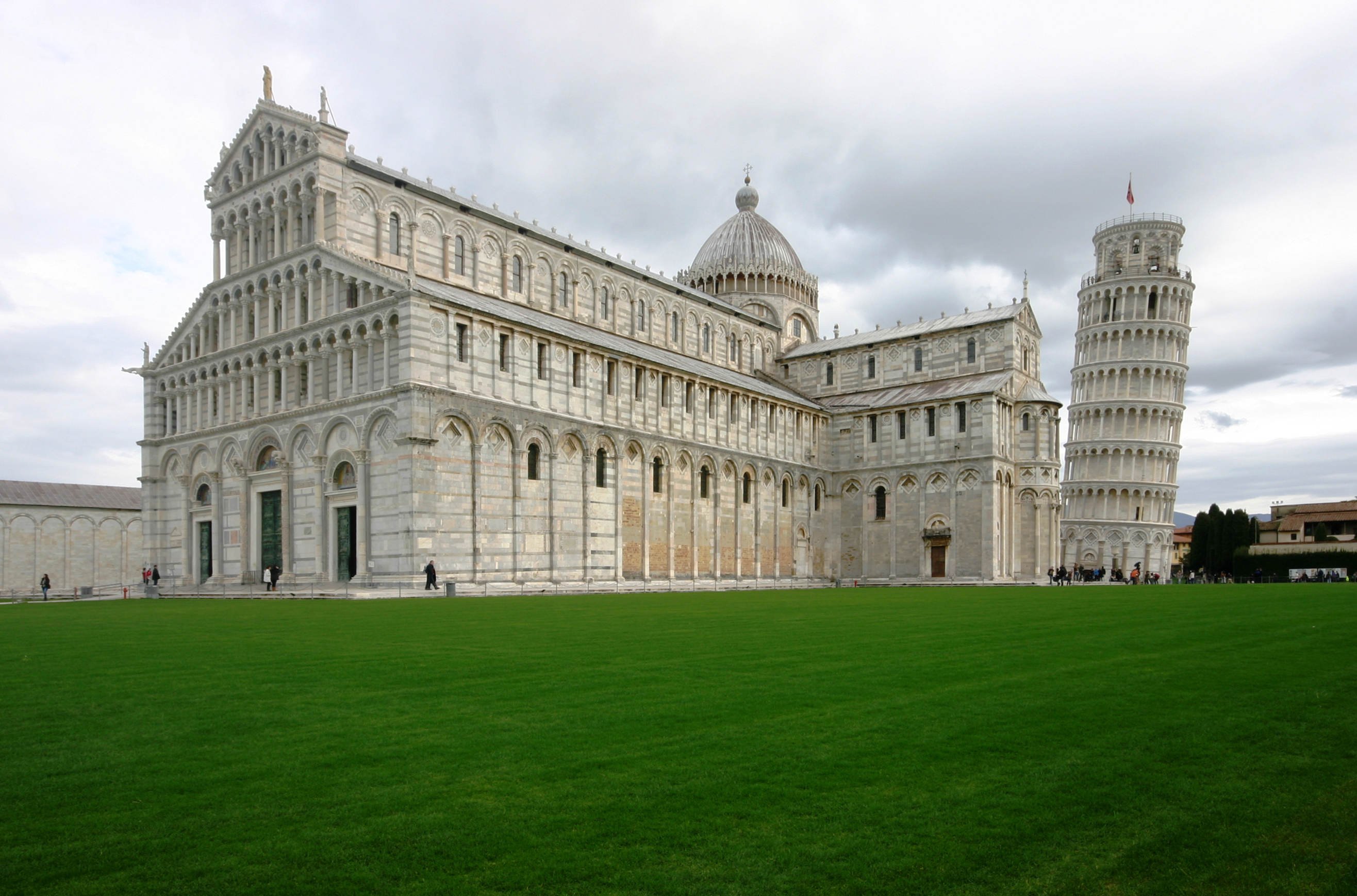
比萨大教堂
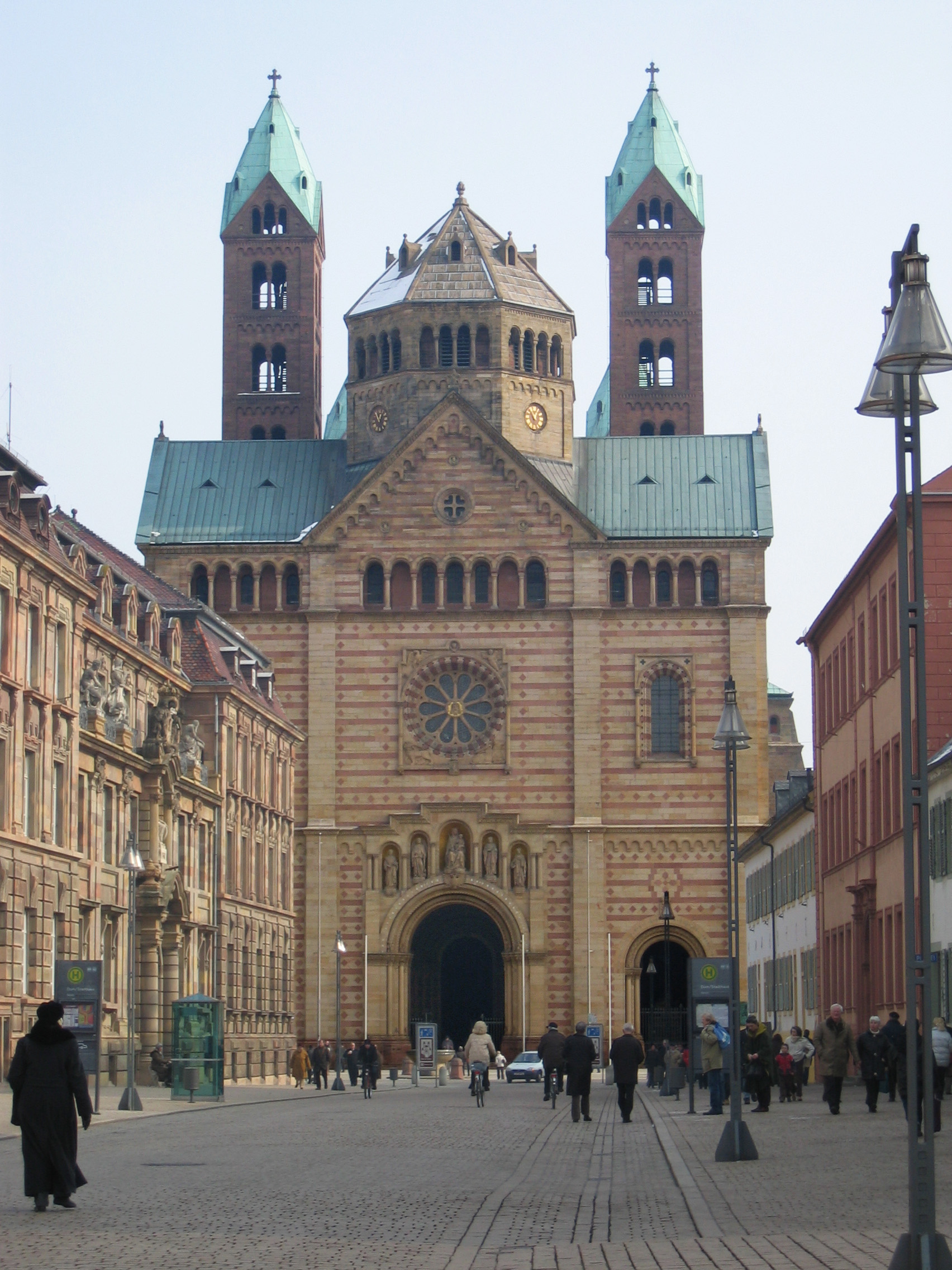
施派尔主教座堂

## 仿罗马式雕刻

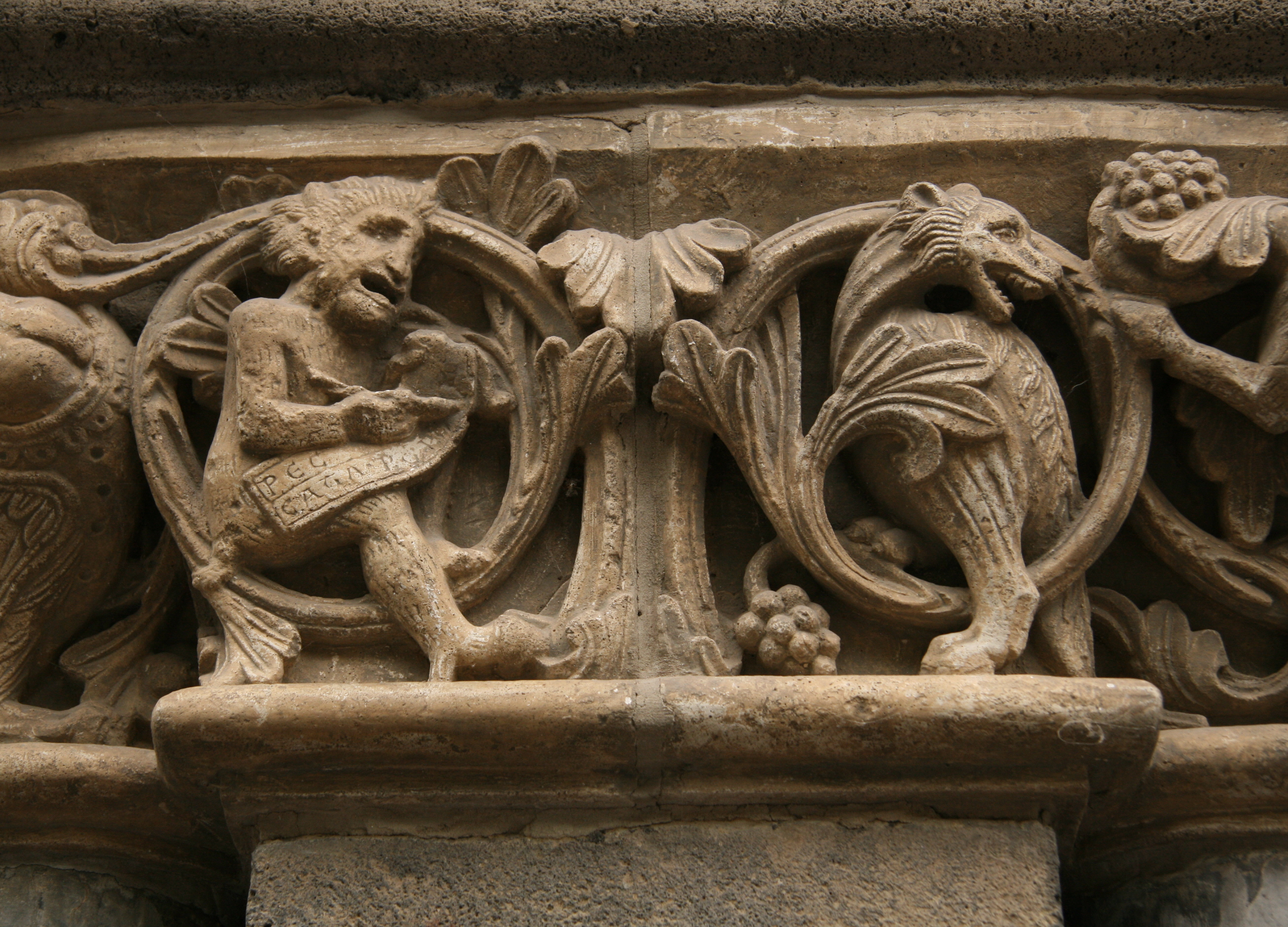
玛丽亚·拉赫本笃会修道院的雕刻

仿罗马式雕刻很大程度上是一种宗教艺术而附属于仿罗马式建筑。由于仿罗马式美术与宗教的紧密联系，仿罗马式雕刻亦随着教堂的兴建而发展起来，鉴于世俗民众大多数是文盲，为了在他们之中开展宗教传播，教堂运用雕刻来给大众展现圣经的故事。仿罗马式雕刻首先是作为宗教传播的载体而出现的。
与蛮族艺术平面风格相比，仿罗马式雕刻在写实上更进一步，人的形象开始出现，这是仿罗马式雕刻的一个最重要的特点。又因为作为一种宗教艺术，仿罗马式雕刻无论在整体上还是在细节上都为了凸显宗教意义而存在，仿罗马式雕刻的设计者多是修道院的僧侣，在雕刻方面强调精神层面更高于物质层面，强调线条，强调对称，这也是拜占庭文化影响下的一种体现。古典艺术亦影响了仿罗马式雕刻。另一方面，在城市经济的发展这一背景之下，世俗文化的冲击，已经开始在仿罗马式雕刻中表现出来。代表作有米耶日维勒教堂大门雕刻和摩赛克（Moissac）修道院雕刻。

## 仿罗马式绘画
仿罗马式绘画中占主要地位的是抄本绘画，还有少量的是镶嵌壁画、壁画、挂毯画后几种艺术
的流行受到地域的限制，只有抄本绘画流行于整个欧洲。更由于抄本绘画是一种私人艺术，故而表现题材更广泛。代表作是巴约挂毯。